# Simon Paulli

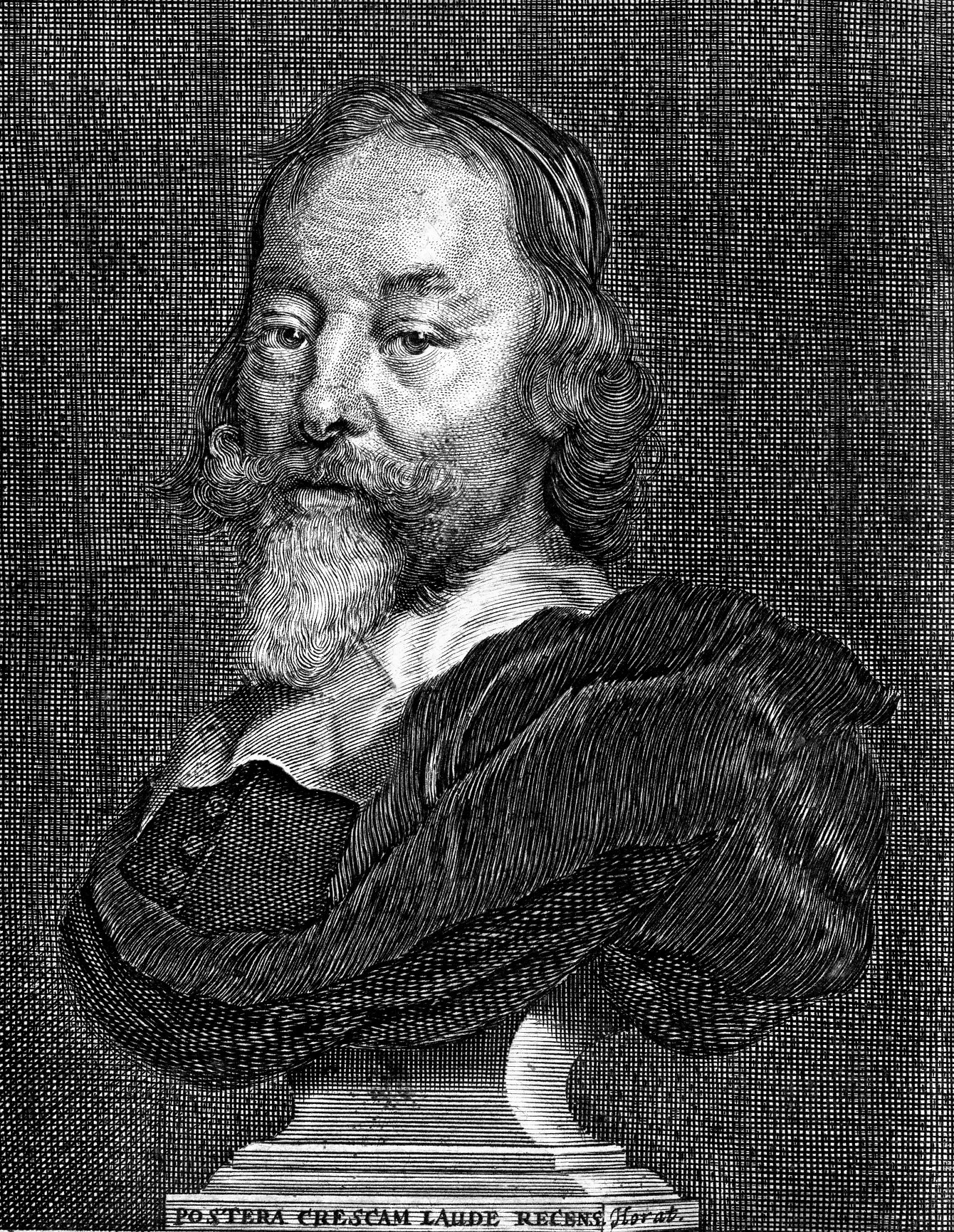
Simon Paulli

Simon Paulli (ur. 6 grudnia 1603, zm. 23 kwietnia 1680) – duński lekarz i botanik niemieckiego pochodzenia.

## Życiorys
Studiował medycynę w Niemczech (Rostock), Francji (Paryż) i Danii (Kopenhaga). Jako lekarz praktykował w Rostocku (gdzie w latach 1639-48 pełnił funkcję profesora medycyny na miejscowym uniwersytecie), Lubece oraz Kopenhadze (także jako profesor botaniki, anatomii i chirurgii tamtejszego uniwersytetu). Od roku 1648 pełnił funkcję lekarza królów Danii i Norwegii Fryderyka III i Chrystiana V. Na ich zlecenie stworzył pierwszy duński zielnik (Flora Danica. Det er: Dansk Urtebog)

## Dzieła
- Quadripartitum botanicum de simplicium medicamentorum facultatibus (Rostock, 1640)
- Flora Danica. Det er: Dansk Urtebog (Kopenhaga, 1648)
- Digressio de vera, unica ac proxima causa febrium (1678)